# العلاقات الصينية الكوبية
العلاقات الصينية الكوبية هي العلاقات الثنائية التي تجمع بين الصين وكوبا.

## مقارنة بين البلدين
هذه مقارنة عامة ومرجعية للدولتين:
| وجه المقارنة                                              | الصين                    | كوبا                              |
| --------------------------------------------------------- | ------------------------ | --------------------------------- |
| المساحة (كم2)                                             | 9.60 مليون               | 109.88 ألف                        |
| عدد السكان (نسمة)                                         | 1.33 مليار               | 11.48 مليون                       |
| الكثافة السكانية (ن./كم²)                                 | 138.54                   | 104.48                            |
| العاصمة                                                   | بكين                     | هافانا                            |
| اللغة الرسمية                                             | اللغة الصينية القياسية   | اللغة الإسبانية                   |
| العملة                                                    | رنمينبي                  | بيزو كوبي، بيزو كوبي قابل للتحويل |
| الناتج المحلي الإجمالي (بليون دولار)                      | 12.24 تريليون            | 87.13 مليار                       |
| الناتج المحلي الإجمالي (تعادل القوة الشرائية) بليون دولار | 19.82 تريليون            |                                   |
| الناتج المحلي الإجمالي الاسمي للفرد دولار أمريكي          | 8.03 ألف                 |                                   |
| الناتج المحلي الإجمالي للفرد دولار أمريكي                 | 13.21 ألف                |                                   |
| مؤشر التنمية البشرية                                      | 0.728                    | 0.769                             |
| رمز المكالمات الدولي                                      | +86                      | +53                               |
| رمز الإنترنت                                              | .cn، .中国 ‏، .中國 ‏      | .cu                               |
| المنطقة الزمنية                                           | توقيت الصين، ت ع م+08:00 | 00                                |

## مدن متوأمة
في ما يلي قائمة باتفاقيات التوأمة بين مدن صينية وكوبية:
- ترتبط شانغهاي مع سانتياغو دي كوبا باتفاقية توأمة منذ 1987.[14][14][14][14]

## منظمات دولية مشتركة
يشترك البلدان في عضوية مجموعة من المنظمات الدولية، منها:
| علم المنظمة | اسم المنظمة                   | تاريخ انضمام الصين | تاريخ انضمام كوبا |
| ----------- | ----------------------------- | ------------------ | ----------------- |
|             | يونسكو                        | 4 نوفمبر 1946      | 29 أغسطس 1947     |
|             | منظمة حظر الأسلحة الكيميائية  | ?                  | ?                 |
|             | منظمة التجارة العالمية        | 11 ديسمبر 2001     | ?                 |
|             | الاتحاد البريدي العالمي       | ?                  | ?                 |
|             | منظمة الشرطة الجنائية الدولية | ?                  | ?                 |
|             | الأمم المتحدة                 | 25 أكتوبر 1971     | 24 أكتوبر 1945    |
|             | الاتحاد الدولي للاتصالات      | 1 سبتمبر 1920      | 16 يناير 1918     |
|             | المنظمة الهيدروغرافية الدولية | ?                  | ?                 |

## أعلام
هذه قائمة لبعض الشخصيات التي تربطها علاقات بالبلدين:
- داناي غارسيا (5 يوليو 1984 – )
- فولغينسيو باتيستا (16 يناير 1901[23][24][25] – 6 أغسطس 1973[23][24][26])
- ماريا ماجدالينا كامبوس بونس (فنانة كوبية، 22 أغسطس 1959[27][28] – )
- ماريان بيرل (صحفية فرنسية، 23 يوليو 1967 – )

## وصلات خارجية
- موقع وزارة الخارجية الصينية
- موقع وزارة الخارجية الكوبية